# Tithonia
Tithonia Desf. ex Jussieu é um género botânico pertencente à família Asteraceae.
O gênero é nativo no México e América Central, embora hoje esteja disperso no mundo todo. Suas espécies, anuais ou perenes, podem ser ervas, arbustos ou pequenas árvores com folhas e caules glabros. Tithonia possui 13 taxa, os quais estão distribuídos em 11 espécies e classificadas em duas sessões: seção Tithonia e seção Mirasola. As espécies mais comuns são T. diversifolia e T. rotundifolia.